# إريس سميث
إريس سميث (بالإنجليزية: Iris Smith)‏ هي مصارعة الهواة أمريكية، ولدت في 15 أكتوبر 1979 في ألباني في الولايات المتحدة.

## وصلات خارجية
- إريس سميث على موقع قاعدة بيانات المصارعة الدولية (الإنجليزية)